# Atractus lancinii
Atractus lancinii este o specie de șerpi din genul Atractus, familia Colubridae, descrisă de Roze 1961. Conform Catalogue of Life specia Atractus lancinii nu are subspecii cunoscute.